# Борец Чекановского
Боре́ц Чекановского (лат. Aconitum czekanovskyi) — многолетнее травянистое растение, вид рода Борец (Aconitum) семейства Лютиковые (Ranunculaceae).
Другие названия: борец сомнительный байкальский, борец длиннокистевидный, борец горнобайкальский, борец Турчанинова, борец сжатый.

## Распространение и экология
Ареал вида охватывает Восточную Сибирь и Монголию. Описан с реки Чуня, притока Подкаменной Тунгуски.
Произрастает в лесном поясе гор по лесным высокотравным лугам, по травянистым склонам, по окраинам хвойных лесов, на субальпийских лугах.

## Ботаническое описание
Корневище в виде двух веретенообразных клубней длиной 2-9 см. Стебель высотой 80-140 см, прямой, простой или в соцветии ветвистый, круглый.
Листья зелёные, голые, нижние на черешках длиной 4—7 см, верхние на коротких черешках или почти сидячие. Пластинка листа в общем очертании пятиугольная, длиной 8—9 см, шириной 10—12 см, пальчато-рассечённая, сегменты к основанию узко-клиновидные, в самой широкой части шириной 1—1,2 см, двух или трёхраздельные с продолговато-ланцетными долями, длиной 2—3 см, шириной 0,3—0,5 см.
Соцветие — конечная рыхлая кисть длиной 15—40 см из тёмно-фиолетовых цветков на цветоножках длиной 2,5—5 см. Шлем высотой 0,7—0,8 см, длиной около 1,5 см, шириной на уровне носика 1 см, полушаровидный, на верхушке округлый, иногда вдавлен над носиком; боковые доли околоцветника обратнояйцевидные, длиной около 1,3 см, шириной 1 см; нижние доли длиной около 1 см, шириной 0,2 и 0,5 см, меньшая снаружи опушенная, с внутренней стороны голая, большая с обеих сторон опушенная.
Листовки в числе трёх, голые.

## Значение и применение
Установлены[кем?] противовоспалительное, антиаллергическое, гиполипидемическое, седативное, противосудорожное, противоопухолевое, противоязвенное и другие целебные действия препаратов из различных частей этого растения.
Борец Чекановского ценится в народной медицине при лечении острых и хронических воспалительных заболеваний, инфекционных и гнойных болезней, эпилепсии, зубной боли, рака.
Относительно меньшая токсичность препаратов аконита по сравнению с цистостатическими средствами, применяемыми в онкологии, способность его обезболивать, не подавлять, а стимулировать резистентность организма и его иммунную мобильность[неизвестный термин], делает аконит необходимым при лечении злокачественных опухолей и ставит в класс лечебных средств с принципиально новым эффектом действия.

## Таксономия
Вид Борец Чекановского входит в род Борец (Aconitum) трибы Живокостные (Delphinieae) подсемейства Лютиковые (Ranunculoideae) семейства Лютиковые (Ranunculaceae) порядка Лютикоцветные (Ranunculales).
|  |                       |  |                                               |                                               |                                         |  | ещё четыре подсемейства (согласно Системе APG II) | ещё четыре подсемейства (согласно Системе APG II) |                                           |  |  |  | ещё 2 рода              | ещё 2 рода             |  |  |
|  |                       |  |                                               |                                               |                                         |  | ещё четыре подсемейства (согласно Системе APG II) | ещё четыре подсемейства (согласно Системе APG II) |                                           |  |  |  | ещё 2 рода              | ещё 2 рода             |  |  |
|  |                       |  |                                               | семейство Лютиковые                           |                                         |  |                                                   |                                                   | триба Живокостные                         |  |  |  |                         | вид Борец Чекановского |  |  |
|  |                       |  |                                               | семейство Лютиковые                           |                                         |  |                                                   |                                                   | триба Живокостные                         |  |  |  |                         | вид Борец Чекановского |  |  |
|  | порядок Лютикоцветные |  |                                               |                                               | подсемейство Лютиковые (Ranunculoideae) |  |                                                   |                                                   | род Борец, или Аконит                     |  |  |  |                         |                        |  |  |
|  | порядок Лютикоцветные |  |                                               |                                               |                                         |  |                                                   |                                                   |                                           |  |  |  |                         |                        |  |  |
|  |                       |  | ещё десять семейств (согласно Системе APG II) | ещё десять семейств (согласно Системе APG II) |                                         |  |                                                   | ещё восемь триб (согласно Системе APG II)         | ещё восемь триб (согласно Системе APG II) |  |  |  | ещё от 250 до 300 видов |                        |  |  |
|  |                       |  |                                               | ещё десять семейств (согласно Системе APG II) |                                         |  |                                                   |                                                   | ещё восемь триб (согласно Системе APG II) |  |  |  |                         |                        |  |  |